# Ервін Штреземан
Ервін Штреземан (нім. Erwin Stresemann) (1889—1972) — видатний німецький біолог, один з засновників орнітології в Європі.

## Біографія
Е. Штрезеан походить із забезпеченої сім'ї, яка мешкала у Дрездені. Батько був власником аптеки.
У 1908 р. Штреземан, за порадою батька почав вивчати медицину в університеті Йени, де він користувався можливістю відвідувати також лекції Е. Геккеля, знаменитого зоолога і філософа. У 1909 р. він продовжив навчання на медичному факультеті в Мюнхені. Протягом 1910—1912 рр. Штреземан як зоолог був учасником другої Фрайбургскої експедиції у Південно-Східну Азію (на Молуккські острови), яка проходила під керівництвом Карла Денінгера. Під час експедиції він зібрав велику колекцію тушок птахів, великий етнографічний матеріал, присвятив багато часу вивченню мов мешканців островів і зробив сотні кісних фотознімків.
Протягом 1914—1918 рр. проходив військову службу та брав участь у Першій Світовій війні, був тяжко поранений. З 1918 р. працював у науковому допоміжному відділенні Зоологічної державної колекції Мюнхена (нім. Zoologische Staatssammlung München).
У 1920 р. здобув науковий ступінь доктора філософії у Ріхарда фон Гертвіга в університеті Мюнхена.
З 1921 р. був асистентом у Зоологічному музеї Берліна та керівником орнітологічного відділення, куди був призначений з 1924 р. У 1930 р. був призначений в Берліні титулованим професором, а в 1946 р. професором з навантаженням викладача зоології. З 1946 по 1959 рр. був виконувачем обов'язків директора в Зоологічному музеї університету ім. Гумбольта в Берліні (нім. Museum für Naturkunde)
Ервін Штреземан був одружений з 1916 до 1939 р. на Єлізаветі Денінгер. Шлюб розпався у 1939 р. та Штреземан одружився у 1941 р. на Весті Гроте.
Ервін Штреземан пішов з життя на 83-му році життя від інфаркт міокарда 20 листопада 1972 р. у Берліні.

## Наукова діяльність
Ервіна Штреземана називають «Римським папою» орнітологів. У 1920—1930 рр. Штреземан дав поштовх для трансформації старішої, переважно фауністично-систематичної орнітології до сучасної біології та обґрунтував завдяки зв'язкам з генетикою, функціональною анатомією, фізіологією та етологією «нову біологічну орнітологію». У 1927—1934 рр. вийшла його книга «Птахи» (частина багатотомного видання «Зоологія»), що висунуло орнітологію в один ряд з іншими біологічними науками.
З 1922 до 1967 р. Штреземен займав ключові посади в головному об'єднанні орнітологів Німеччини — Німецькій спілці орнітологів (нім. Deutsche Ornithologen-Gesellschaft): до кінця Другої світової війни — як Генеральний секретар, був генеральним секретарем, з 1949 р. — як перший президент, з 1967 р. та до самої смерті — як почесний президент. З 1922 до 1961 рр. (з 1956 року разом з професором доктором Гюнтером Нитхаммером, учнем Штреземана) він був видавцем провідного та найстарішого орнітологічного журналу світу — «Journal für Ornithologie». Орнітологічний щомісячник (нім. Ornithologischen Monatsberichte), який був серйозним науковим журналом, Штреземан видавав з 1922 до 1944 р.
У 1930 р. був обраний президентом 8-го Міжнародного орнітологічного конгресу, який з успіхом відбувся в Оксфорді в 1934 р.
Штреземан був засновником та видавцем «Екскурсійної фауни Німеччини», популярного визначника місцевої фауни, який видається до нашого часу.
Він був почесним членом 15 і членом-кореспондентом 12 орнітологічних та природничих товариств на чотирьох континентах, а також двох німецьких (Німецької Академії наук в Берліні та Леопольдіні) та однієї американської Академій.
Під його керівництвом було захищено 30 дисертацій з орнітології, при цьому багато дисертантів зробили значний внесок як в орнітологію (Вільгельм Майзе, Хельмут Зік, Ернст Шутц), так і в біологію в цілому (Ернст Майр відомий біолог-еволюціоніст, Бернхард Ренш).
Штреземан був автором близька 700 наукових публікацій. Він описав декілька нових для науки видів та підвидів птахів.
На його честь названо понад 70 вперше описаних форм хребетних тварин (переважно птахів).